# 1996-os magyar birkózóbajnokság
Az 1996-os magyar birkózóbajnokság a nyolcvankilencedik magyar bajnokság volt. A kötöttfogású bajnokságot március 3-án rendezték meg Szegeden, a Juhász Gyula Tanárképző Főiskola tornatermében, a szabadfogású bajnokságot pedig február 24-én Tökölön.

## Eredmények

### Férfi kötöttfogás
| Versenyszám | Arany                       | Arany | Ezüst                       | Ezüst | Bronz                         | Bronz |
| ----------- | --------------------------- | ----- | --------------------------- | ----- | ----------------------------- | ----- |
| 48 kg       | Hamzók József Kalocsa SE    |       | Marosvölgyi János Csepel SC |       | Szarka Imre Szegedi BE        |       |
| 52 kg       | Vadász Csaba Dunaferr SE    |       | Kiss Károly Szegedi BE      |       | Micskei László Vasas SC       |       |
| 57 kg       | Majoros István BVSC         |       | Mátyás Gábor Dunaferr SE    |       | Tihanics Tibor Vasas SC       |       |
| 62 kg       | Rónai Péter Kecskeméti TE   |       | Megyes Mátyás Vasas SC      |       | Prokaj Adorján Szegedi BE     |       |
| 68 kg       | Repka Attila Diósgyőri BC   |       | Bajczik Sándor Szegedi BE   |       | Györe István Bp. Spartacus    |       |
| 74 kg       | Berzicza Tamás Zalahús SE   |       | Hirbik Csaba Újpesti TE     |       | Kapuvári Gábor Vasas SC       |       |
| 82 kg       | Garamvölgyi Gábor Csepel SC |       | Kismóni János Vasas SC      |       | Tóth János Szegedi BE         |       |
| 90 kg       | Gelénesi Nándor Csepel SC   |       | Farkas Péter Újpesti TE     |       | Bacsa Péter Csepel SC         |       |
| 100 kg      | Németh Miklós Bp. Spartacus |       | Ancsin László BVSC          |       | Kovács Tibor Dunaferr SE      |       |
| 130 kg      | Kékes György Újpesti TE     |       | Gombos Zsolt Csepel SC      |       | Valentényi Sándor Dunaferr SE |       |

### Férfi szabadfogás
| Versenyszám | Arany                      | Arany | Ezüst                           | Ezüst | Bronz                         | Bronz |
| ----------- | -------------------------- | ----- | ------------------------------- | ----- | ----------------------------- | ----- |
| 48 kg       | Óváry László BVSC          |       | Majer Roland Kecskeméti TE      |       | Szarka Imre Szegedi BE        |       |
| 52 kg       | Kiss Károly Szegedi BE     |       | Pillik József Csepel SC         |       | Vígh Attila Diósgyőri BC      |       |
| 57 kg       | Tihanics Tibor Vasas SC    |       | Juhász László Csepel SC         |       | Nagy Béla Csepel SC           |       |
| 62 kg       | Demeter István Újpesti TE  |       | Rónai Péter Kecskeméti TE       |       | Bánkuti Zsolt Csepel SC       |       |
| 68 kg       | Orbán József Győri Dózsa   |       | Fazekas Lajos Sziget SC         |       | Fórizs János Csepel SC        |       |
| 74 kg       | Lakatos Győző Diósgyőri BC |       | Kiss Ferenc Szegedi BE          |       | Jagicza László Bajai BC       |       |
| 82 kg       | Dvorák László BVSC         |       | Kapuvári Gábor Vasas SC         |       | Berecz Sándor Dunaferr SE     |       |
| 90 kg       | Bacsa Péter Csepel SC      |       | Kámán László Csepel SC          |       | Besze László Újpesti TE       |       |
| 100 kg      | Vetró Ferenc Sziget SC     |       | Glázer József Csepel SC         |       | Ábrahám Tamás Csepel SC       |       |
| 130 kg      | Gombos Zsolt Csepel SC     |       | Deák Bárdos Mihály Diósgyőri BC |       | Valentényi Sándor Dunaferr SE |       |